# Microdon orbicularis
Microdon orbicularis är en flenörtsväxtart som beskrevs av Jacques Denys Denis Choisy. Microdon orbicularis ingår i släktet Microdon och familjen flenörtsväxter. Inga underarter finns listade i Catalogue of Life.